# Madame Sans-Gêne

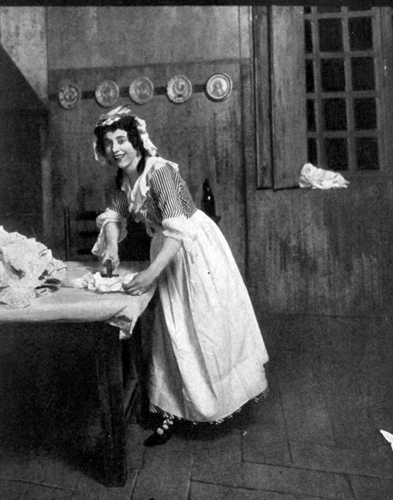
Geraldine Farrar som Caterina, madame Sans-Gêne.

Madame Sans-Gêne är en italiensk opera i tre akter med musik av Umberto Giordano och libretto av Renato Simoni efter en pjäs av Victorien Sardou och Émile Moreau.

## Historia
Giordano beslöt redan 1901 att skriva en opera på Sardous och Moreaus pjäs, och när dirigenten Arturo Toscanini fick höra talas om vad han sysslade med blev han så entusiastisk att han genast erbjöd sig att leda uruppförandet. Operan hade premiär den 25 januari 1915 på Metropolitan Opera House i New York med Geraldine Farrar i titelrollen. Giordano försökte berika musiken med något liknande originaltextens snabba tempo. Tvätterskan Caterina och hennes make Lefebvre har båda musikaliska stunder av lyrisk uttrycksfullhet (Caterinas "Gli avrei detto: tenetevele" är en av operans mest kända arior). Trots ämnesvalet lyckades Giordano dock inte upprepa succén med Andrea Chénier, och fastän premiären blev en stor framgång stannade operan inte kvar någon längre tid på repertoaren. 
Svensk premiär den 25 april på Stora Teatern i Göteborg.

## Personer
- Caterina Hubscher, tvätterska, sedermera Hertiginna av Danzig (sopran)
- Lefebvre, sergeant, sedermera Hertig av Danzig (tenor)
- Fouché (baryton)
- Greve Neipperg (tenor)
- Napoléon (baryton)
- Toniotta, tvätterska (sopran)
- Giulia, tvätterska (sopran)
- La Rossa, tvätterska (sopran)
- Vinaigre, trumslagare (tenor)
- Drottning Carolina (sopran)
- Prinsessan Elisa (sopran)
- Despréaux, dansmästare (tenor)
- Gelsomino, betjänt (baryton)
- Leroy, skräddare (baryton)
- De Brigode, hovmarskalk (baryton)
- Madame de Bülow, hovdam (sopran)
- Roustan, Mamelukernas ledare (baryton)
- Stadsbor, handlare, vakter, soldater, diplomater (kör)

## Handling

### Akt I
Under stormningen av Tuilerierna den 10 augusti kommer polischefen Fouché in till tvätterskan Caterina Hubscher, som kallas Madame Sans-Gêne på grund av sitt ogenerade uppträdande, för att hämta sin tvätt så att han kan lämna Paris i all hast om de revolutionära trupperna skulle lida nederlag. De segrar emellertid och han skyndar i väg från tvätteriet för att överta ledningen för de upproriska styrkorna. En sårad soldat söker en fristad hos Caterina, och fastän han visar sig vara den österrikiske greve von Neipperg förbarmar hon sig över honom och gömmer honom i sitt sovrum. Då hennes fästman, sergeanten Lefebvre, kommer i sällskap med några soldater och letar efter en rojalist som har sluppit undan tror han att hon gömmer en älskare eftersom dörren till sovrummet är låst. Han tvingar sig in i det. Till Caterinas lättnad förklarar han att det är tomt, och när de andra har gått lovar han hjälpa den sårade österrikaren.

### Akt II
19 år senare har Napoleon utnämnt Lefebvre till marskalk av Frankrike och hertig av Danzig, och Neipperg uppsöker än en gång paret och ber om deras hjälp. Napoleon vill nämligen fördriva honom ur landet därför att han misstänker honom för att vara kejsarinnan Marie Louises älskare. Caterina och Lefebvre får besök av Napoleons systrar, som gör natt av hertigparets enkla manér, men Caterina ger dem svar på tal och de båda damerna lämnar huset i vredesmod. Kort därpå skickar Napoleon bud efter Caterina.

### Akt
Under besöket hos Napoleon, då hon får kritik för sitt uppträdande, får kejsaren klart för sig att hertiginnan av Danzig är hans gamla tvätterska, och de återupplivar sina ungdomsminnen. Då Napoleon följer Caterina ut möter de Neipperg, som kejsaren landsförvisat, och nu tro han sig ha fått beviset på hans skuld. Caterina ber sin man vädja för Neipperg, och Napoleon går med på att sätta Marie Louise på prov. Det kommer fram att den stackars greven har tjänstgjort som kurir mellan kejsarinnan och hennes far, kejsaren av Österrike, och alla försonas.